# Encyclia dichroma
Encyclia dichroma é uma bela espécie que vegeta em regão de areais, em restingas, vegetações similares ao cerrado, na beira de rios, em lajeados de pedra, em caules de canela de ema(  Vellozia sp.), formando vigorosas colônias de plantas. Ocorre geralmente no nordeste, nos estados da Bahia, Sergipe e Pernambuco. Possui Pseudobulbos periformes e alongados com 15 centímetros de altura. Folhas estreitas, lanceoladas e coriáceas de 30 centímetros de comprimento e sesseis o que é particular de algumas especies de Encyclia. Inflorescências eretas de até 80 centímetros de altura, portando de oito a quinze flores. Flor de 2 centímetros de diâmetro, com pétalas e sépalas de cor lilás-rósea. Labelo trilobado com lóbulos laterais obtusos e menores que o lóbulo central, de cor lilás intensa. Existe a variedade alba, com flores totalmente brancas.
Floresce no período que compreende o mês de Dezembro até o mês de abril.